# لوسی میخائیلیانتس
لوسی (لوسیک) میکائیلی میخائیلیانتس (ارمنی: Լուսյա (Լուսիկ) Միքայելի Միխայելյանց؛ انگلیسی: Lucya Mikhaeyelyants؛ زادهٔ ۴ اوت ۱۹۳۸) یک قلب‌شناس اهل ارمنستان است.

## زندگی‌نامه
در ۴ اوت ۱۹۳۸ در خاباروفسک به دنیا آمد و از دانشگاه پزشکی دولتی ایروان (۱۹۶۳) فارغ‌التحصیل شد. وی در دانشگاه پزشکی دولتی ایروان فعالیت کرده است.

## یادداشت
1. ↑  բժշկական գիտությունների դոկտոր